# San Romano Martire (titolo cardinalizio)
San Romano Martire (in latino Titulus Sancti Romani Martyris) è un titolo cardinalizio istituito da papa Francesco il 14 febbraio 2015. Il titolo insiste sulla chiesa di San Romano martire.
Dal 14 febbraio 2015 il titolare è il cardinale Berhaneyesus Souraphiel, C.M., arcieparca metropolita di Addis Abeba.

## Titolari
- Berhaneyesus Souraphiel, C.M., dal 14 febbraio 2015